# Nuer (zone)
Pour les articles homonymes, voir Nuer.
La zone Nuer est l'une des trois zones de la région Gambela en Éthiopie.

## Géographie
Extrémité occidentale de la région Gambela, la zone Nuer est limitrophe du Soudan du Sud, du woreda spécial Itang et de la zone Anuak.
La frontière sud-soudanaise suit principalement le cours des rivières Akobo au sud, Pibor à l'ouest et Baro au nord.
Toute la zone fait partie du bassin du Nil Blanc via la rivière Sobat.
C'est une zone de basse altitude, de 400 à 430 m, où les inondations obligent les éleveurs à déplacer le bétail une partie de l'année[réf. souhaitée].

## Histoire
La zone Nuer porte le nom des Nuer, l'une des trois plus importantes populations de la région Gambela.
Au XXe siècle, son territoire fait partie de l'awraja Gambela dans la province d'Illubabor puis de l'ancienne « zone 1 » de  Gambela.
La zone figure dans le recensement de 1994 sous le nom de « zone 3 » de la région Gambela, elle se compose alors de deux grands woredas appelés Akobo et Jikawo.

## Woredas
- parc national de Gambela
- zone Nuer
- rivière Akobo
- Baro
- Pibor
- Sobat

La zone est composée de quatre woredas en 2007 puis de cinq woredas :
- Akobo ;
- Wantawo, issu d'une subdivision d'Akobo avant 2007 ;
- Jikawo ;
- Lare, issu d'une subdivision de Jikawo avant 2007 ;
- Makuey, issu d'une seconde subdivision de Jikawo après 2007.

## Démographie
D'après le recensement national de 2007 réalisé par l'Agence centrale de la statistique (Éthiopie), la zone compte 112 606 habitants et 11 % de la population est urbaine.
Le nuer est la langue maternelle pour 97 % des habitants de la zone, l'anuak pour 2 % et l'amharique  pour 0,5 %.
La majorité (89 %) des habitants de la zone sont protestants, 6 % sont de religions traditionnelles africaines, 3 % sont catholiques et 1 % sont orthodoxes.
Avec une superficie de 4 734 km2 [réf. souhaitée], la densité de population est d'environ 24 personnes par km2 en 2007.
La principale agglomération de la zone est Kowerneng avec 6 549 habitants en 2007, suivie par Metar avec 2 851 habitants et Nginngang avec 2 261 habitants.
| Woreda  | Population 2007 | Agglomérations en 2007 |
| ------- | --------------- | ---------------------- |
| Akobo   | 24 674          | Tergol                 |
| Jikawo  | 35 556          | Nginngang              |
| Lare    | 31 406          | Kowerneng              |
| Wantawo | 20 970          | Metar                  |

En 2022, la population de la zone est estimée, par projection des taux de 2007, à 124 982 personnes.